# Olivier Theyskens
Olivier Theyskens (Brussel, 4 januari 1977) is een Belgische modeontwerper.

## Biografie
Olivier Theyskens werd geboren in Brussel op 4 januari 1977. Zijn vader was Belgisch, zijn moeder Frans. In oktober 1995 ging hij, op achttienjarige leeftijd, studeren aan de ontwerpafdeling van de modeacademie La Cambre in Brussel, een studie die hij binnen twee jaar afbrak.
In het najaar van 1997 presenteerde Theyskens op de Parijse defilékalender zijn eerste volwaardige collectie, welke evenwel niet in de verkoop genomen wordt. De show kenmerkte zich door de macabere, gothic stijl, waarbij het podium werd opgesierd door schedels, opgezette vogels, victoriaanse hoepeljurken, korsetten en bodysuits met bloedbanen. De pers is enthousiast en Theyskens krijgt diverse opdrachten van onder andere Madonna (die zijn creatie droeg naar de Oscaruitreiking van 1998), Melissa Auf der Maur, Jennifer Aniston en Nicole Kidman. Daarnaast neemt hij deel aan verschillende kunstmanifestaties, zoals de Belgian Fashion Designers tentoonstelling in het Technology Museum in New York.
In 2002 besluit Theyskens te stoppen met zijn werk als privé couturier en ging hij werken voor het Franse modehuis Maison Rochas. In 2003 presenteerde hij zijn eerste prêt-à-porter collectie voor Maison Rochas. Voor deze collectie nam hij het werk van Marcel Rochas als uitgangspunt en werkte hij veel met kant, roze kleuren, opvallende avondjapons en sombere, elegante maatkostuums. Naast een kledingcollectie, ontwierp hij ook een accessoirelijn, die bestond uit schoeisel, horloges, riemen, sjaals en juwelen. De collectie werd verspreid door diverse invloedrijke boutiques in onder andere New York, Los Angeles, Parijs, Londen, Koeweit en Tokyo.
In juli 2006 kondigde Procter & Gamble, eigenaar van Maison Rochas, het modehuis en daarmee de collectie van Theyskens op te doeken. Hierop stapte hij over naar het modehuis Nina Ricci, waar hij de opvolger werd van hoofdontwerper Lars Nilsson. In de herfst van 2007 presenteerde hij hier zijn eerste herfst/wintercollectie.
Medio 2017 raakte bekend dat Theyskens een solo-expositie krijgt in het Antwerpse Modemuseum met als titel: She walks in Beauty. De tentoonstelling die loopt van 12 oktober 2017 tot en met 18 maart 2018 zal zijn creatieve ontwikkeling van twintig jaar in de modewereld belichten. In dit verband stelt het modemuseum: Zijn uitstekend talent voor tekenen en zijn autodidactische manier van werken geven een scherp inzicht in de verschillende aspecten van de hedendaagse modewereld: van couture tot semi-couture en prêt-à-porter collecties.

## Onderscheidingen
In 2006 ontving de ontwerper de International Award van de Council of Fashion Designers of America. Deze council is een beroepsvereniging van een driehonderdtal US modeontwerpers.